# Загадка жіночності
«Загадка жіночності» (англ. The Feminine Mystique) — класична феміністична праця Бетті Фрідан, видана 19 лютого 1963 року агентством W. W. Norton & Company, що посприяла початку другої хвилі фемінізму в США.
У 1957 році Фрідан попросили провести опитування серед її колишніх однокласниць із Коледжу Сміт (Smith College) на зустрічі в честь п'ятнадцятої річниці. Результати опитування, у яких Фрідан виявила, що багато з її однокласниць не задоволені життям домогосподарок, спонукали її до значно ширшого дослідження, під час якого авторка провела інтерв'ю з приміськими домогосподарками, одночасно вивчаючи психологію, медіа та рекламу. Спочатку вона планувала опублікувати статтю на тему причин масового невдоволення жінок, що зайняті неоплачуваною роботою, але жодний журнал не погодився це зробити.
Упродовж 1964 року «Загадка жіночності» стала бестселером публіцистики: було продано більш ніж 1 млн примірників. У книзі Фрідан критикує поширену в 1950-х думку, що після 1949 року самореалізація американської жінки означала лише одне — матір-домогосподарку.
Фразу «загадка жіночності» Фрідан вигадала, щоб проілюструвати тогочасне припущення про те, що жінкам достатньо реалізувати себе в побуті, шлюбі, сексуальному житті та вихованні дітей. Вважалося, що насправді фемінінні жінки не мали прагнути йти на роботу, здобувати освіту чи мати політичні погляди. Фрідан довела, що жінки не задоволені життям «у клітці побуту», однак не можуть озвучити свої відчуття через жіночу гендерну соціалізацію.

## Продовження
Спочатку Фрідан мала намір продовжити «Загадку жіночності», що мала називатися «Жінка: четвертий вимір», але замість цього написала лише статтю з такою назвою, яка з'явилася в «Жіночому домашньому журналі» в червні 1964 року.

## Вплив
Розділ Фрідан про Фрейда був натхненний книгою філософині Симони де Бовуар «Друга стать» (1949).